# Vrouwen Parlement Forum
Het Vrouwen Parlement Forum (VPF) is een Surinaamse organisatie die zich richt op de ondersteuning en belangenbehartiging van vrouwen.

## Geschiedenis
Het VPF ontstond in juli 1994 tijdens een workshop van de Stichting Projekta. In 2000 werd de organisatie geregistreerd als een vereniging en in mei 2009 omgevormd in een stichting. Een sleutelfiguur tijdens de oprichting was Monique Essed-Fernandes.
Hoewel het forum zich opstelt als een niet-politieke organisatie en geen formele banden heeft met De Nationale Assemblée, trad het in de eerste jaren op als een soort schaduwparlement door vergaderingen en hoorzittingen te houden, waar invloed van uitging op besluitvormingsprocessen. Het VPF was in dat kader redelijk actief tijdens de verkiezingen van 1996 en 2000. Verder geeft het seminars en trainingen en wordt het ondersteund vanuit basisgroepen waardoor het als een centraal punt fungeert voor vraagstukken over vrouwen. In 2000 voorzag het in een voorlichtingsprogramma aan vrouwelijke kiezers en een training voor vrouwelijke kandidaten van alle partijen.

## Doelstellingen
Het forum ondersteunt bij het verbeteren van kansen van vrouwen. Het wil zeggenschap over besluitvormingsprocessen op nationaal niveau en bewaakt nationale en internationale verdragen waarin vrouwenrechten zijn vastgelegd. Het wil bereiken dat gelijke kansen voor mannen en vrouwen een onderdeel wordt van het denken en doen van Surinamers.